# Bandiere dell'Oltre Mississippi
Il distretto d'Oltre Mississippi, poi divenuto dipartimento dell'Oltre Mississippi, comprendeva quattro Stati: Louisiana, Arkansas, Missouri e Texas.

## Bandiere di Stato e bandiere di compagnia nel dipartimento confederato dell'Oltre Mississippi
Dei quattro Stati che componevano il dipartimento dell'Oltre Mississippi, allo scoppio della guerra, solo il Texas aveva una bandiera di Stato prevista dalla legge. Quella bandiera comunque, adottata nel 1839 come bandiera nazionale del Texas, era caduta in disuso nel periodo di sedici anni fra l'annessione del 1845 e la riaffermazione dell'indipendenza nel 1861. In effetti, così pochi neo immigrati si resero conto che lo Stato aveva avuto una bandiera, che i giornali ritennero necessario ristampare nel 1861 la relativa legislazione – e poi inizialmente per errore stamparono la legislazione del 1836. Dato che l'intervallo fra la secessione del Texas, la sua integrazione nella Confederazione e l'adozione della 1ª bandiera nazionale fu appena superiore ad un mese, furono approntate pochissime bandiere conformi alla bandiera di Stato del Texas del 1839. Invece le comunità che consegnavano le bandiere ai volontari in partenza usualmente preparavano delle variazioni della 1ª bandiera nazionale confederata in luogo della bandiera di Stato. Lo stesso accadeva in Arkansas e Louisiana.
L'Arkansas non adottò una bandiera di Stato. Ad una compagnia dell'Arkansas, le Yell Guards, fu consegnata una bandiera azzurra di seta. Mentre un lato recava un motto circondante le lettere iniziali della compagnia, l'altro portava una pianta di cotone al posto dello stemma, con un arco di quindici stelle e posto al di sopra del motto dello Stato, "Regnant Populi" (I popoli regnano). Questa bandiera fu catturata alla battaglia di Pea Ridge nel marzo 1862.
La Louisiana aveva adottato una bandiera di Stato ufficiale nel febbraio 1861, ma essa fu raramente usata da parte delle unità. Invece nella Louisiana rurale e settentrionale le comunità tornarono a utilizzare i colori della milizia della Louisiana prima della guerra, un campo azzurro recante lo stemma di Stato. Almeno a due compagnie del 3º fanteria della Louisiana, che all'inizio era il principale contributo dello Stato al Distretto d'Oltre Mississippi, furono assegnate tali bandiere. Quella della Iberville Guard (Compagnia A) portava il Pellicano che nutre i suoi piccoli al centro di una stella a cinque punte collocata, al centro del campo azzurro della bandiera; quella dei Pelican Rifles (Compagnia K) aveva lo stemma dipinto su un pannello incorniciato in stile rococò al centro del campo azzurro. Alla battaglia di Oak Hills (Wilson's Creek), il 10 agosto 1861, queste due compagnie furono distaccate per contrastare un'offensiva dell'Unione contro il fianco destro dei Confederati. Non vi sono prove se nel respingere questo assalto recassero in battaglia tali bandiere; si accenna solo alla bandiera reggimentale ed alla sua guardia, suggerendo che queste bandiere di compagnia, come avveniva perlopiù in tutta la Confederazione, fossero state ritirate quando le compagnie entravano a far parte di una struttura reggimentale.
Invece delle bandiere di Stato, le compagnie provenienti dagli Stati e Territori dell'Oltre Mississippi che entravano in servizio con la Confederazione, di solito ricevevano varianti della Bandiera Nazionale Confederata del 1° modello, la "Stars & Bars". Il numero delle stelle su queste bandiere raramenre rifletteva l'entrata dell'Arkansas nella Confederazione, avvenuta a maggio, quale nono Stato del nascente Paese: la maggior parte portava 11, 13, o 15 stelle, queste ultime nella speranza che tutti gli Stati del Sud si unissero sotto la Bandiera della Confederazione. Queste Bandiere Nazionali Confederate del 1° modello per le compagnie, spedite dalle comunità locali con le compagnie in partenza, erano invariabilmente decorate con slogan o invocazioni patriottiche. L'Appello alla Guerra Rivoluzionaria di Patrick Henry, Datemi la libertà o datemi la morte era abbreviato in "Vittoria o Morte" o "Libertà o Morte", e decorava molte Bandiere Nazionali Confederate del 1° modello, spesso in unione con il soprannome locale della compagnia, il tutto a discrezione di chi realizzava le bandiere. Anche i modelli delle stelle scelti per le bandiere di compagnia variavano considerevolmente, e mentre la maggior parte seguiva le prescrizioni del Congresso provvisorio confederato, molti produttori sceglievano arrangiamenti che essi trovavano più estetici: linee, archi o croci.

## La prima bandiera nazionale confederata nell'Oltre Mississippi
Nella battaglia di Wilson's Creek (Oak Ridge) del 10 agosto 1861, secondo uno dei giornali tedeschi di Saint Louis, il Comando del Generale Franz Sigel catturò una "Bandiera secessionista". Nell'entusiasmo della cattura, gli Unionisti missouriani vittoriosi di Sigel sventolavano il loro trofeo, cosa che, secondo il resoconto del giornale, fece sì che le batterie unioniste del Missouri di Totten sparassero sulle forze di Sigel, arrestando la loro iniziativa. Sebbene i rapporti dei documenti ufficiali non annotino questo avvenimento, documenti recentemente scoperti indicano che le forze del generale McCulloch avevano ricevuto Bandiere Nazionali Confederate del 1° modello prima di unirsi alla Guardia dello Stato del Missouri nell'opporsi alla “invasione” del Missouri centrale da parte del generale Lyon.
Secondo documenti scoperti negli Archivi Nazionali dal vessillologo Greg Biggs, durante il terzo trimestre del 1861 (dal 1º luglio al 30 settembre), almeno sette "Bandiere Confederate" furono requisite e consegnate alle forze del generale Ben McCulloch. Tre di queste erano state consegnate ai tre reggimenti di fanteria della Brigata del generale Pearce dell'Arkansas, un'altra era del 1º Fucilieri a cavallo dell'Arkansas, due erano evidentemente per le forze indiane del generale Pike ed una fu data al Quartiermastro di McCulloch per la consegna ad una unità non nota. Nel successivo quarto trimestre due altre bandiere furono requisite dalle forze di McCulloch. Ambedue erano descritte come "Bandiere reggimentali"; una andò al 3º Cavalleria del Texas, mentre le altre furono date ad uno degli Ufficiali di McCulloch per un'unità non nota.

"JEFF. DAVIS" Stars and Bars

Le Bandiere Reggimentali documentate per essere state catturate nel teatro dell'Oltre Mississippi nei primi due anni di guerra sono rare. Diversamente dal teatro orientale, le bandiere catturate furono raramente consegnate al Dipartimento di Guerra degli Stati Uniti e, conformemente, la documentazione di cattura è spesso andata perduta. Alla battaglia di Elk Horn Tavern (Pea Ridge) due bandiere confederate furono prese dalle forze del generale McCulloch. Una era una bandiera azzurra presa da un Comando dell'Arkansas; l'altra era una Bandiera Nazionale Confederata del 1° modello con 12 stelle disposte a casaccio sul cantone ed il motto "JEFF. DAVIS" sulla barra centrale. Poiché la bandiera porta 12 stelle, è del tutto improbabile che fosse una delle bandiere consegnate alle forze di McCulloch nel 1861.
Sopravvive la Bandiera Nazionale del 1° modello della batteria Hart dell'Arkansas. Questa bandiera porta 11 stelle, 10 intorno ad una centrale più grande, con l'aggiunta di cannoni incrociati sulla barra centrale. È probabile che questa bandiera fosse catturata a Fort Hindman (Arkansas Post) nel gennaio 1863. Se così, potrebbe far parte di un'altra edizione governativa della Bandiera Nazionale del 1° modello nel Dipartimento dell'Oltre Mississippi.

Bandiera delle batterie di Hart dell'Arkansas (nota di Sannita: 2nd Arkansas Field Battery)

L'11 gennaio 1863 le tre Brigate dei Volontari dell'Arkansas e del Texas che occupavano le difese di Fort Hindman, furono costrette alla resa dalle forze dell'Unione che circondavano il forte. Diverse bandiere confederate furono catturate. La batteria di Hart dell'Arkansas era al tempo parte della Brigata del colonnello Robert R. Garland, che era composta dal 6º fanteria del Texas, dal 24° e 25º cavalleria smontati del Texas e dalla batteria di Hart dell'Arkansas, nonché da uno squadrone della cavalleria della Louisiana. Il 27 ottobre 1862 il Quartiermastro del 6º fanteria del Texas, in qualità di Quartiermastro della Brigata, aveva ricevuto ad Arkansas Post "quattro bandiere". Si ritiene che la bandiera sopravvissuta della batteria di Hart dell'Arkansas possa essere una di queste quattro. Peraltro la bandiera catturata al 6º fanteria del Texas a Fort Hindman ed un'altra nascosta da un membro del 17º cavalleria smontata del Texas della Brigata del colonnello Deshler erano di un tipo completamente differente.

### La Prima Bandiera Nazionale Confederata e gli Alleati Indiani

Bandiera del 2º Fucilieri a Cavallo Cherokee

Il 19 agosto 1861 il Fort Smith Times pubblicò un articolo che dettagliava l'incontro fra i Commissari confederati presso le Cinque Tribù Civilizzate ed il Consiglio degli indiani Seminole. Nel descrivere gli eventi, il reporter del Times notava che: «La Bandiera Confederata sventola sul nostro campo. Sul suo campo azzurro vi sono le undici stelle bianche, in un circolo, e all'interno di quel circolo i Commissari hanno messo quattro piccole stelle rosse, a formare le quattro estremità di una croce della Passione, per le quattro Nazioni, Choctaws, Chickasaws, Creeks, e Seminoles, a simboleggiare che queste tribù cristiane di uomini rossi sono circondate dalla nostra protezione, e sono con noi e parte di noi. Quando riterremo giusto trattare con i Cherokees, una quinta stella rossa formerà il centro della croce. [...]» Sebbene la Nazione Cherokee avesse rotto l'alleanza fra la tribù e la Confederazione, la quinta stella rossa fu infine aggiunta alla “croce della Passione”. Ed almeno due bandiere sopravvivono ad indicare che la bandiera utilizzata dai Commissari venne a rappresentare le tribù indiane che fecero alleanza con la Confederazione.
Una di queste bandiere è relativamente grande (circa 4 piedi per 6 piedi) con dodici stelle bianche che circondano una croce di cinque stelle rosse. Una seconda bandiera dello stesso modello di base, catturata a Locust Grove, Territorio Indiano, il 3 luglio 1862 ad una forza che consisteva nel 1º e 2º Fucilieri a Cavallo Cherokee, era circa della stessa misura ma portava undici stelle bianche che circondano le cinque rosse. Queste ultime erano disposte in croce di S. Andrea, con la stella centrale più grande delle altre. Questa Bandiera, in più, ha il soprannome dell'unità "CHEROKEE BRAVES" in lettere rosse al centro della barra bianca.
Mentre queste due bandiere indicano un tentativo di riconoscere gli alleati indiani della Confederazione nelle rappresentazioni della Bandiera Nazionale Confederata del 1° modello, non si deve credere che tutte le bandiere confederate con stelle rosse fossero portate da unità indiane confederate. In effetti anche la Bandiera Nazionale del 1° modello del 10º Cavalleria del Texas incorporava quattro stelle rosse, benché negli angoli del cantone, rappresentanti quattro delle Cinque Tribù Civilizzate, con dieci stelle bianche circondanti una stella più grande al centro che rappresentava il Texas. Perché la tribù dei Seminole fu esclusa da questa bandiera è un mistero.
Inoltre non tutte le unità provenienti dal o in servizio nel Territorio Indiano durante la guerra portarono bandiere con stelle rosse rappresentanti le tribù indiane. Una Bandiera Nazionale Confederata del 1° modello da 3 piedi per 5,5 piedi, catturata il 20 settembre 1862 nei pressi di Spring River, Missouri, dal 2º Reggimento Indiano Home Guard dell'esercito dell'Unione ad una forza che includeva il 1º Fucilieri a cavallo Cherokee, portava solo quindici stelle bianche, quattordici in circolo attorno ad una centrale delle stesse dimensioni.

## La Seconda Bandiera Nazionale Confederata nell'Oltre Mississippi
Il 10 giugno 1863, sei settimane dopo l'adozione della nuova bandiera Nazionale della Confederazione da parte del Congresso il 1º maggio 1863, un giornale del Texas diede una descrizione della nuova Bandiera, con istruzioni per la sua costruzione: «La Bandiera è bianca, con un cantone rosso recante una croce di S. Andrea in azzurro, su ciascun braccio della quale vi sono sei stelle bianche, più una grande all'incrocio. Per fare una bandiera, diciamo una yard e un quarto per tre yards, si prenda la misura usuale della bandiera di battaglia di Beauregard, sette ottavi per una e un quarto yards di rosso. Su ogni lato si metta una striscia di azzurro, diciamo larga 6 pollici, da ciascun angolo, in croce diagonale. Questa fa la croce, e su questa mettete le stelle. Ora fate un campo bianco, tre yards per una e un quarto, lasciando lo spazio per mettere il cantone, ed ecco che l'avete».
La bandiera così descritta dal giornale del Texas, da 45 pollici (114,3 cm) per 108 pollici (274,32 cm) con un cantone rettangolare da 31 1/2 pollici (80,01 cm) per 45 pollici (114,3 cm) recante una croce non bordata larga 6 pollici (15,24 cm) con 13 stelle – quella in centro più larga – era ben lungi dalle proporzioni volute dal Congresso. Comunque ci vollero altre due settimane prima che lo stesso giornale pubblicasse finalmente il vero atto del Congresso, che prevedeva proporzioni di 1:2 ed un cantone quadrato. Nel frattempo (e persino dopo), le signore del Texas (e del resto della Confederazione, che stava per essere separata dalla caduta di Vicksburg e Port Hudson) furono lasciate a sé stesse per preparare esemplari della nuova bandiera nazionale. Dagli esempi che sopravvivono, sembrerebbe che solo pochi gruppi di sartoria fecero questo sforzo.
Inclusa la bandiera nazionale di guarnigione del 2° modello da 5,5 piedi (167,64 cm) per 12 piedi (365,76 cm) che sventolò su Galveston durante la seconda metà della Guerra, sopravvivono solo otto Bandiere Nazionali Confederate del 2° modello identificate dell'Oltre Mississippi. Delle bandiere che sopravvivono, a lode dei loro artefici, la maggior parte segue le misure di base dell'Atto del Congresso del 1º maggio 1863, con una eccezione di rilievo. Invece di avere le proporzioni 1:2, la maggior parte ha le proporzioni di 2:3, come le bandiere fatte dal Deposito del Quartiermastro a Richmond, Staunton e Charleston. Le bandiere delle unità tendevano ad essere (nell'ambito dell'ampia tolleranza del periodo) quattro piedi per sei piedi. Con una sola eccezione, i cantoni di queste bandiere erano quadrati e le croci di S. Andrea erano bordate di bianco. Su due bandiere la stella centrale è più grande delle rimanenti, sulle altre tutte le stelle sono delle stesse dimensioni. Una delle bandiere reca un “onore” di battaglia ma per la maggior parte le Bandiere Nazionali Confederate del 2° modello nell'Oltre Mississippi non ne portavano.

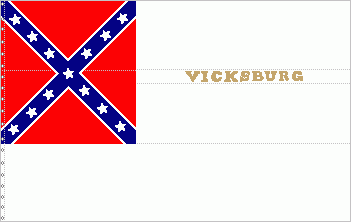
Bandiera della Legione Waul del Texas

Le sei settimane di ritardo nell'annuncio della nuova Bandiera Nazionale Confederata nell'Oltre Mississippi possono aver influenzato la preparazione di un significativo numero di bandiere in quella regione. Le difficoltà di commercio fra gli Stati orientali della Confederazione e le entità politiche ad ovest del Mississippi debbono certamente essersi riverberate anche sulla produzione nell'Oltre Mississippi, ma vi sono ampie prove che le importazioni continuavano a fluire in Texas via L'Avana dopo la caduta di Vicksburg e Port Hudson. Sembra comunque che i circoli di sartoria dell'Oltre Mississippi già avessero trasferito i loro sforzi nella preparazione di bandiere di battaglia che seguivano il modello "Beauregard" o ne erano delle varianti. In effetti, sebbene il disegno della Bandiera Nazionale Confederata del 3° modello fosse stato trascritto dal Richmond Dispatch già il 26 gennaio 1865 (cinque settimane prima della sua adozione) ed il generale E. Kirby Smith non abbia presentato la resa dell'Oltre Mississippi che nel giugno 1865, non sopravvivono esemplari dell'ultima Bandiera Nazionale che possano essere attribuite ad unità militari operanti in questa parte della Confederazione.

## La Bandiera di battaglia "Beauregard" nel Dipartimento Confederato dell'Oltre Mississippi
Nel giugno 1862 M. J. Young personalmente fece fare e spedì al 5º Fanteria del Texas una Bandiera di battaglia. La bandiera era in cotone, circa 3 piedi (circa 91,44 cm) per 3 1/2 (106,68 cm) con una croce di S. Andrea azzurra larga 4 1/2" recante tre stele del diametro di 2 1/4" su ciascuno dei quattro bracci della croce ed una del diametro di 5" all'incrocio, tutte di cotone bianco. I lati della croce non erano bordati di bianco e neppure i lati esterni della Bandiera erano bordati. Sebbene la Bandiera fosse per una unità che serviva fuori del Teatro dell'Oltre Mississippi, la sua costruzione mostrava due caratteristiche comuni alle Bandiere di Battaglia di modello simile fatte ed utilizzate nell'Oltre Mississippi: la Bandiera era “fatta in casa e non “fatta nel Deposito”, e, pur mantenendo gli elementi di base del modello dell'Armata della Virginia settentrionale, la Bandiera era rettangolare, mancava il bordo, mancava il bordo della croce e la stella centrale era più grande.

Bandiera di battaglia del 26º Cavalleria del Texas

Per qual motivo l'interpretazione della Bandiera di battaglia dell'Armata della Virginia settentrionale differisse in questi dettagli non è noto, ma verso la metà del 1863 la "Bandiera di battaglia Beauregard" fatta nell'Oltre Mississippi usualmente esibiva molti, se non tutti, di questi quattro elementi distintivi “occidentali”. Infatti, nel suo mal riuscito tentativo di descrivere la nuova Bandiera Nazionale adottata dalla Confederazione il 1º maggio 1863, un reporter del Dallas Herald indicava che il cantone della nuova Bandiera era fatta prendendo: "la misura usuale della Bandiera di Battaglia di Beauregard, sette ottavi per una e un quarto yards di rosso. Su ogni lato si metta una striscia di azzurro, diciamo larga 6 pollici, da ciascun angolo, in croce diagonale". Su ciascun braccio di questa croce erano applicate "sei stelle bianche, più un grande all'incrocio." Sorprendentemente, sopravvivono tre Bandiere di unità del Texas che sono molto vicine a questa "misura usuale"; quella della Compagnia A, 8º Fanteria del Texas misura 33 1/2" per 45"; quella del 12º Cavalleria del Texas misura 34" per 41" e quella della Compagnia G, 16° del Texas misura 37" per 41". Tutte recano una stella centrale più grande delle altre dodici stelle e nessuna ha I bordi alla croce né sui lati esterni della Bandiera. Sebbene più grande (39" per 52") e con un bordo rosso ai lati superiore ed inferiore, la Bandiera del 26º Cavalleria del Texas ha proporzioni simili ed incorpora gli altri elementi distintivi dell'Oltre Mississippi.

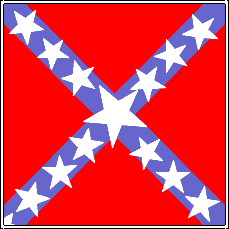
Bandiera attribuita ai Rangers di Terry del Texas

Mentre questi elementi in comune predominano nelle Bandiere sopravvissute del Dipartimento Confederato dell'Oltre Mississippi, essi non erano applicati uniformemente. Dato che ogni Bandiera era fatta da una diversa sarta o diverso circolo di sartoria, le interpretazioni del disegno fatte dalle sarte variavano. Una Bandiera attribuita ai Rangers di Terry del Texas nel 1863 è quadrata (36" di lato) e mentre la croce non è bordata e la stella centrale è più grande, uno stretto bordo bianco circonda il campo. Similmente, una Bandiera di battaglia attribuita al 4º Cavalleria del Missouri è anche quadrata (54" di lato) e mentre anche la sua croce non è bordata, la stella centrale ha le stesse dimensioni delle altre dodici ed inoltre il campo è circondato da un bordo bianco e da una frangia bianca. Il bordo bianco esterno (e in un caso i ciuffi della frangia) sono evidenti anche in due Bandiere di battaglia non identificate dell'Oltre Mississippi, che d'altra parte non hanno il bordo della croce ma hanno tutte tredici stelle delle stesse dimensioni. Tutte queste Bandiere sono fatte in materiale localmente disponibile e presentano diversi gradi di qualità, cosa tipica per le Bandiere di battaglia dell'Oltre Mississippi. Eccezione a questa regola sembra sia stata l'elevata qualità delle Bandiere fatte da esuli Confederati a L'Avana, Cuba.

## Quattro modelli di bandiere di battaglia limitati all'Oltre Mississippi
Non esistono in pratica prove documentali di produzione di massa di bandiere nell'Oltre Mississippi. Le bandiere furono invece fatte, con poche eccezioni, su base individuale e donate alle unità. Mentre sopravvivono molti aneddoti su queste donazioni, pochi sono i dati che forniscono dettagli ed accurate descrizioni delle bandiere fatte in tal guisa. Fortunatamente le poche Bandiere sopravvissute provenienti dalla regione o utilizzate in essa, indicano che vi sono stati tentativi di adottare, al livello di Brigata nell'ambito del Dipartimento, bandiere di battaglia diverse. Almeno quattro modelli utilizzati nell'Oltre Mississippi sono stati identificati come tali.